# Верх-Туга
Верх-Туга́ (Верхня Туга, рос. Верх-Туга) — присілок в Балезінському районі Удмуртії, Росія.

## Населення
Населення — 15 осіб (2010; 26 в 2002).
Національний склад станом на 2002 рік:
- удмурти — 100 %